# Simona Halep
Simona Halep (n. 27 septembrie 1991, Constanța, România) este o fostă jucătoare de tenis din România care a atins prima poziție în clasamentul mondial WTA, în două rânduri, între 2017 și 2019. A ocupat această poziție timp de 64 de săptămâni, fiind din acest punct de vedere a zecea din istoria tenisului în clasamentul longevității ca lider al circuitului. Halep a încheiat anii 2017 și 2018 pe primul loc în lume în clasamentul WTA.
Halep a câștigat turneele de Grand Slam de la Roland Garros (2018) și Wimbledon (2019), pierzând anterior alte trei finale: două la Roland Garros (2014, 2017) și una la Australian Open (2018). A disputat și finala Turneului Campioanelor (2014). De-a lungul carierei a câștigat 24 de titluri WTA la simplu și a disputat 18 finale, fiind cea mai titrată jucătoare de tenis din istoria României. 
A fost desemnată „Jucătoarea Anului 2018” de WTA, de asemenea și „Cea Mai Populară Jucătoare” în 2014 și respectiv 2015 dar și „Favorita Fanilor” la simplu în 2017, 2018 și 2019. În decembrie 2018, Halep a fost aleasă de ESPN cel mai dominant jucător de tenis al anului în lume figurând în topul The Dominant 20 pe locul 9 înaintea unor alți mari sportivi ai planetei, ca Novak Djokovic, Lewis Hamilton sau LeBron James. A câștigat peste 40 milioane de dolari din tenis, fiind pe locul 3 all-time, după surorile Williams.

## Biografie

### Copilărie
Simona s-a născut într-o familie de aromâni în orașul Constanța. Tatăl ei, Stere (jucător de fotbal la echipa Săgeata Stejaru), deținea o fabrică de lactate. A început să joace tenis la 4 ani, fiind antrenată de Ion Stan care era și antrenorul fratelui ei mai mare. La vârsta de 6 ani practica zilnic acest sport. În copilărie a jucat și handbal. S-a mutat în București la 16 ani pentru a-și continua cariera în tenis. Doi dintre idolii ei din tinerețe din tenis au fost Justine Henin și Andrei Pavel, iar din afara tenisului Gheorghe Hagi.

### Studii
Simona a început studiile la Școala Gimnazială nr. 30 „Gheorghe Țițeica” din Constanța. Între anii 2006 și 2010, Simona Halep a fost eleva Liceului cu Program Sportiv „Nicolae Rotaru” din Constanța.
În 2014 și-a luat licența la Facultatea de Educație Fizică și Sport a Universității „Ovidius” din Constanța.

## Carieră

### 2008: Titlu la Roland Garros la junioare
A început anul jucând finala la Notting Hill, dar a fost învinsă de Arantxa Rus, apoi a trecut de Anastasia Pavliucenkova în sferturile de finală ale turneului de junioare de la Australian Open, însă a cedat în semifinale în disputa cu Jessica Moore.
La turneul ITF de la București, Halep a eliminat-o în primul tur pe fosta semifinalistă de la Roland Garros, Sesil Karatanceva, înainte de a pierde în sferturi întâlnirea cu Sorana Cîrstea în trei seturi: 6–3, 3–6, 1–6.
În luna mai a câștigat două turnee de junioare: ITF de 10.000$ de la București, în fața lui Stéphanie Vongsouthi cu scorul 7-6(4), 6-3. Victoria a fost urmată de succesul în turneul Trofeo Bonfiglio unde a învins-o pe Bojana Jovanovski cu 6–4, 6–1.

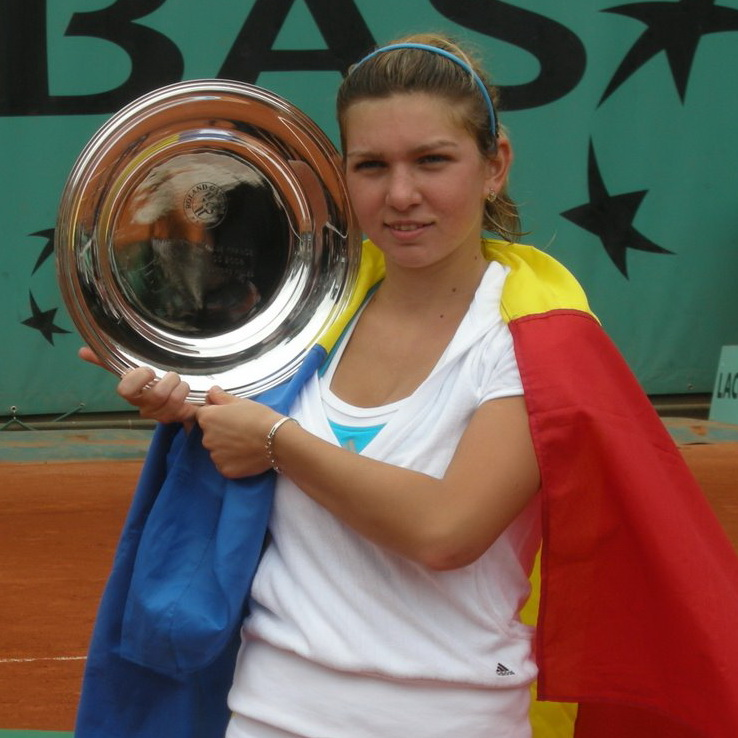
Trofeul Turneului de junioare la Roland Garros în 2008

La turneul junioarelor de la Roland Garros, Halep a fost desemnată cap de serie numărul nouă. În primul tur a învins-o pe Charlotte Rodier, 6–4, 6–1, apoi pe daneza Karen Barbat, 6–3, 6–1. În turul trei, Halep a trecut de a cincea favorită, Jessica Moore, 6–0, 6–1 pentru ca în sferturi să o învingă pe Ksenia Lîkina, cap de serie numărul 13, cu 6–1, 6–2. În semifinale, Halep a trecut de a doua favorită, Arantxa Rus 6–3, 7–5, pentru a câștiga apoi o finală 100% românească, scor 6–4, 6–7(3), 6–2 în fața celei de-a 10-a favorite, Elena Bogdan.

### 2009: Titluri ITF și intervenția chirurgicală
În startul anului 2009, Simona Halep a ajuns în finala turneului ITF de la Makarska, fiind însă învinsă de principala favorită, Tatjana Malek cu 6–1, 4–6, 6-4.
În mai, a ajuns în sferturile de finală la turneul ITF de la București, unde a cedat în fața nemțoaicei Andrea Petkovic 6-2, 7-6(2). În aceeași lună a evoluat în calificările turneului de senioare de la Roland Garros, unde a eliminat-o în primul tur pe Michaella Krajicek, cap de serie numărul 17, scor 6–4, 7–5, dar a cedat în runda următoare disputa cu Vitalia Diatchenko, 2-6, 6-1, 6-3.
În august, Halep a câștigat turneul ITF de 25.000$ de la Maribor, în finală trecând de principala favorită, Katalin Marosi din Ungaria, cu 6-4, 6-2.
La 17 ani, Simona a recurs la o intervenție chirurgicală de reducere a sânilor, care o incomodau în joc și îi creau și probleme cu coloana vertebrală.

### 2010: Prima finală WTA

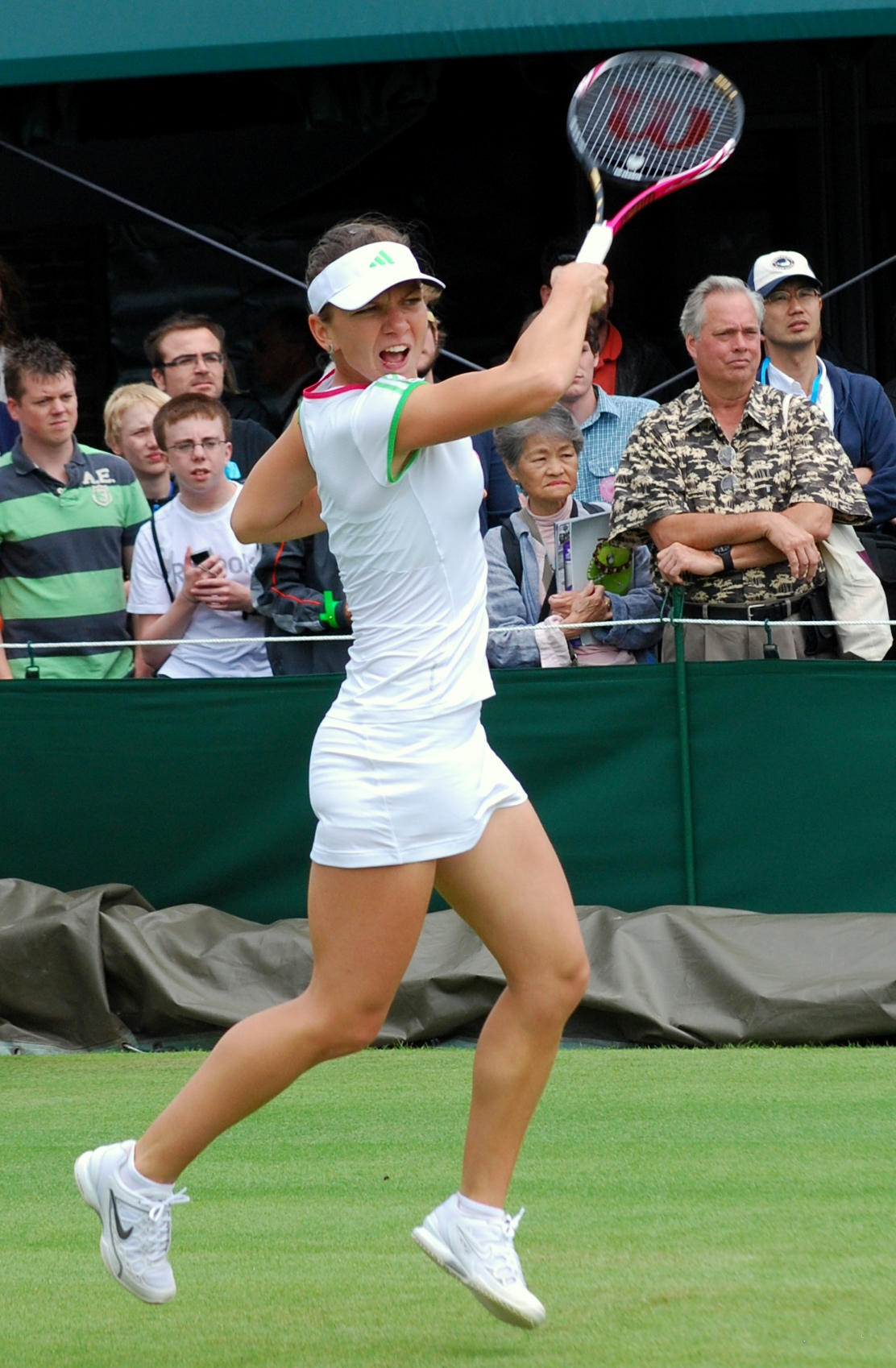
Simona Halep la Wimbledon

În ianuarie a participat la Openul Australian, dar a fost eliminată încă din primul tur al calificărilor de Stéphanie Foretz din Franța, scor 6-4, 4-6, 6-4.
Prima mare performanță într-un turneu WTA a fost atinsă la competiția din luna aprilie de la Marbella, Spania. Venită din calificări, Halep a ajuns până în sferturile de finală, trecând printre altele de Iveta Benešová, a 70-a jucătoare a lumii și de Sorana Cîrstea, locul 36 mondial. În sferturi a fost învinsă de Flavia Pennetta.
A urmat și prima finală a carierei într-un turneu WTA. La Fès, în Maroc, Halep a evoluat în calificări și a eliminat printre altele pe Lucie Hradecká, a opta favorită a turneului, în primul tur, și pe Patty Schnyder, cap de serie numărul doi, în sferturile de finală. În finală a fost însă învinsă cu 6-4, 6-2 de cehoaica Iveta Benešová.
În a doua jumătate a anului, Halep nu a mai putut repeta aceste rezultate în turnee WTA, doar în cele ITF reușind să ajungă în fazele superioare (semifinale la Biarritz, în iulie, și finală la Torhout, în Belgia, în octombrie).

### 2011-2012: Intrarea în Top 50
Anul 2011 a început pentru Halep cu un sfert de finală în turneul de la Auckland, meci pierdut însă în fața belgiencei Yanina Wickmayer. La Australian Open s-a calificat până în turul al treilea, cea mai bună performanță la Melbourne, după victorii în partidele cu Anne Kremer din Luxemburg și Alisa Kleibanova din Rusia. A fost eliminată în turul trei de Agnieszka Radwańska din Polonia, cap de serie și număr 12.
Au urmat eliminări în fazele incipiente ale turneelor din circuitul nord-american (printre altele la Acapulco în Mexic, sau la Indian Wells și Miami în Statele Unite). La Fes, în Maroc, unde cu un an în urmă juca prima finală a carierei, Halep a reeditat performanța, ajungând din nou în ultimul act. Însă nici acum nu a venit primul trofeu, finala fiind pierdută în fața italiencei Alberta Brianti.
Totuși, cu punctele cumulate continuu în multe turnee mai mici, la finele anului 2012 Halep era între primele 50 de jucătoare ale lumii.

### 2013: Revelația anului, primele 6 titluri WTA

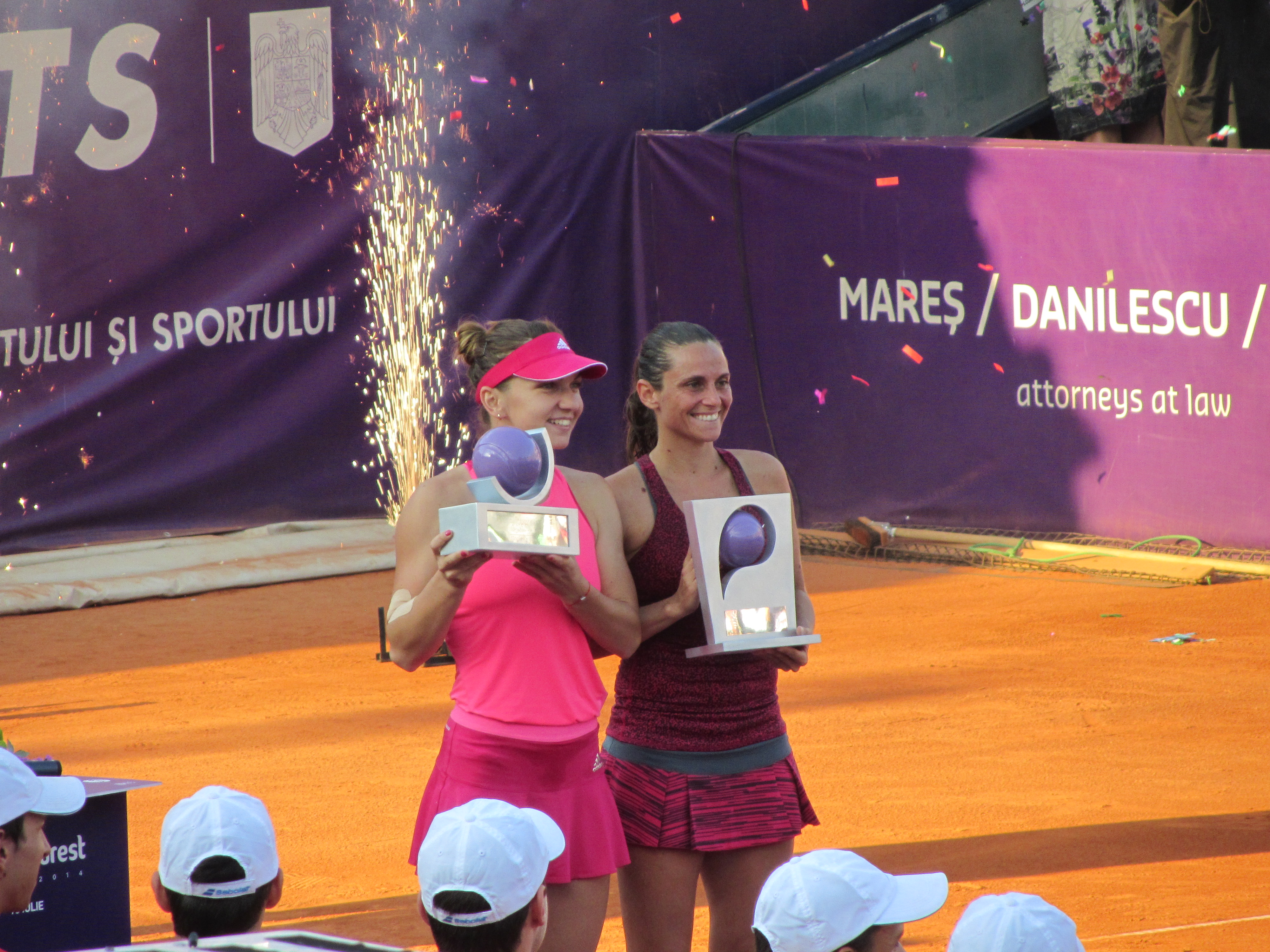
Simona Halep cu trofeul de la BRD Bucharest Open 2014

În luna mai la turneul WTA de la Roma a ajuns, venind din calificări, până în semifinale unde a pierdut în fața numărului 1 mondial, americanca Serena Williams.
În luna iunie (9-16 iunie), a câștigat turneul de la Nürnberg, învingându-le pe Grace Min din SUA cu 6-0, 7-5 (turul 1), Estrella Cabeza Candela din Spania cu 6-2, 6-1 (turul 2), Galina Voskoboeva din Kazahstan cu 6-4, 6-1 (sferturi), Lucie Šafářová din Cehia cu 6-3, 0-6, 6-2 (semifinale) și Andrea Petkovic din Germania cu 6-3, 6-3 (finală). În săptămâna următoare, Simona a câștigat turneul de la Den Bosch, desfășurat pe iarbă, învingând pe parcurs pe Roberta Vinci (11 WTA) cu 6-0 6-1, Carla Suárez Navarro (19 WTA) cu 6-3 6-2 iar în finală pe Kirsten Flipkens (20 WTA)cu 6-4 6-2 , devenind astfel prima româncă din istoria tenisului ce câștigă două turnee la rând pe suprafețe diferite.
La Wimbledon, Simona a fost eliminată în turul al doilea de favorita 6 a turneului, chinezoaica Li Na scor 2-6, 6-1, 0-6. Românca a fost nevoită să înfrunte nu doar o jucătoare redutabilă, ci și o puternică durere la spate, din cauza căreia a avut nevoie de trei ori de intervenția medicilor. La Budapesta, Halep a reușit să câștige al treilea turneu din carieră după ce a învins-o, în finală, cu scorul de 6-3, 6-7 (7/9), 6-1 pe Yvonne Meusburger (Austria). În semifinale a eliminat o altă româncă, Alexandra Cadanțu. La New Haven în Statele Unite, Halep a câștigat al patrulea turneu din carieră după ce a învins-o, în finală, cu scorul de 6-2, 6-2  pe Petra Kvitova (Cehia) iar două luni mai târziu la Moscova, s-a impus și în a cincea finală din carieră, 7-6, 6-2 cu Samantha Stosur (Australia). A câștigat peste un milion de dolari din tenis în 2013. Pe 3 noiembrie, Simona Halep a câștigat și finala „Turneului Campioanelor 2” de la Sofia (scor 2-6 6-2 6-2 împotriva aceleași rivale australiance), cel de-al șaselea turneu pe care și l-a trecut în palmares în 2013.
Pe 21 noiembrie, a fost desemnată "WTA's Most Improved Player" în 2013, devenind astfel prima jucătoare română de la Virginia Ruzici în 1978 care a primit această distincție.

### 2014: Locul 2 mondial, prima finală de Grand Slam

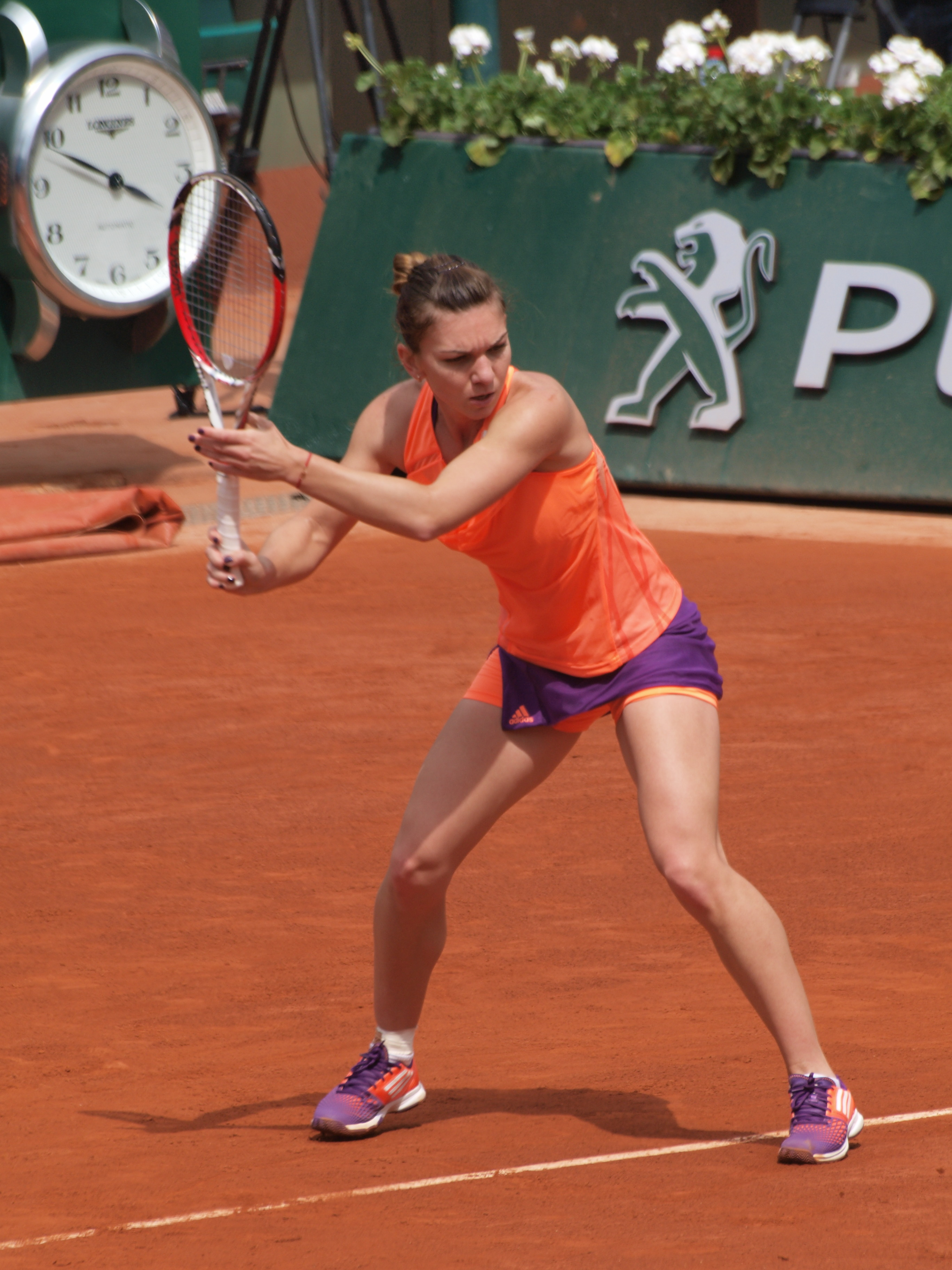
Simona Halep la Roland Garros, 2014

Halep a început anul la Sydney International, unde a fost cap de serie numărul 7, însă a fost eliminată în runda inaugurală de americanca Madison Keys, numărul 37 mondial, cu scorul 1-6, 4-6. La Australian Open, unde a fost locul 11 WTA, a ajuns pentru prima dată în sferturile de finală ale unui turneu de Grand Slam, la Australian Open, învingând-o pe Jelena Jankovic cu 6-4, 2-6, 6-0. Simona s-a oprit în sferturi unde a fost învinsă de slovaca Dominika Cibulkova, locul 24 mondial. Totuși, își asigura ascensiunea în Top 10 mondial, iar România avea a patra reprezentantă în primele 10 jucătoare ale lumii în clasamentul mondial feminin, după Mariana Simionescu, Virginia Ruzici și Irina Spîrlea.
La data de 16 februarie 2014, Halep a câștigat Qatar Open, învingând-o pe Angelique Kerber din Germania cu 6-2, 6-3. Este cel de-al șaptelea turneu cucerit de Simona Halep în carieră. În urma acestui succes, Halep a urcat pe locul 9 în clasamentul WTA.
În martie 2014, a ajuns în semifinalele turneului american de la Indian Wells unde a pierdut în fața polonezei Agnieszka Radwańska, a doua favorită a turneului. Halep se găsea în acel moment pe locul 7 al WTA, dar a promovat pe 16 martie pe locul 5 mondial.
Halep a reușit să urce până în mai pe locul 4 WTA. La Mutua Madrid Open a disputat finala împotriva Mariei Șarapova, unde rusoaica s-a impus în trei seturi, cu 1-6, 6-2, 6-3.
La data de 5 iunie 2014, Simona a ajuns la Roland Garros în prima ei finală de Grand Slam, după ce le-a învins în sferturile de finală pe Svetlana Kuznețova (câștigătoare a două turnee de Grand Slam) și în semifinale pe Andrea Petkovic (cu 6-2, 7-6). În finală românca a întâlnit-o pe câștigătoarea turneului din 2012, Maria Șarapova, care s-a impus cu scorul de 4-6, 7-6, 4-6 după o întâlnire care a durat mai bine de trei ore. Cu punctele obținute prin disputarea finalei, începând cu data de 5 iunie 2014 Simona a urcat pe locul 3 în clasamentul mondial WTA.
Simona a continuat parcursul foarte bun de la Roland Garros ajungând până în semifinale și la a treilea turneu de mare șlem al anului, Wimbledon. Aici a fost învinsă de canadianca Eugenie Bouchard cu scorul de 6-7(5), 2-6 după ce în primul set, la scorul de 2-2 a suferit o accidentare la gleznă.
La o săptămână după turneul de la Wimbledon a participat la prima ediție a BRD Bucharest Open unde a reușit să se impună în finală în fața favoritei nr. 2 a competiției, italianca Roberta Vinci cu scorul de 6-1, 6-3. Cel mai dificil meci al turneului a fost cel din semifinale unde a depășit-o pe Monica Niculescu cu scorul de 6-2, 4-6, 6-1.
Grație acestor rezultate, pe 11 august 2014 Halep a urcat pe locul 2 mondial, cea mai înaltă poziție deținută vreodată de vreo jucătoare de tenis română. Ea a ocupat această poziție până pe 6 octombrie 2014, când a fost depășită de Maria Șarapova.
Pe 22 octombrie, la Turneul Campioanelor din Singapore, Simona Halep a învins-o în faza grupelor pe jucătoarea numărul 1 mondial la aceea dată, Serena Williams, cu scorul 6-0, 6-2, iar în semifinale (25 octombrie 2014) a învins-o și pe Agnieszka Radwanska. În finală, Halep a reîntâlnit-o pe Serena Williams care de această dată a avut câștig de cauză, scor 3-6, 0-6.

### 2015: Menținere în Top 3, primul titlu de Premier Mandatory și prima semifinală la US Open
Halep a început anul ca nr.3 mondial. În ianuarie, a câștigat turneul de la Shenzhen învingând-o în finală pe Timea Bacsinszky.
La Australian Open, a câștigat primele patru meciuri cu Karin Knapp, Jarmila Gajdošová, Bethanie Mattek-Sands și Yanina Wickmayer, fără să piardă vreun set, Dar în sferturi a pierdut în 2 seturi cu Ekaterina Makarova. dar a pierdut pentru al doilea an în sferturi, fiind acum învinsă de Ekaterina Makarova.

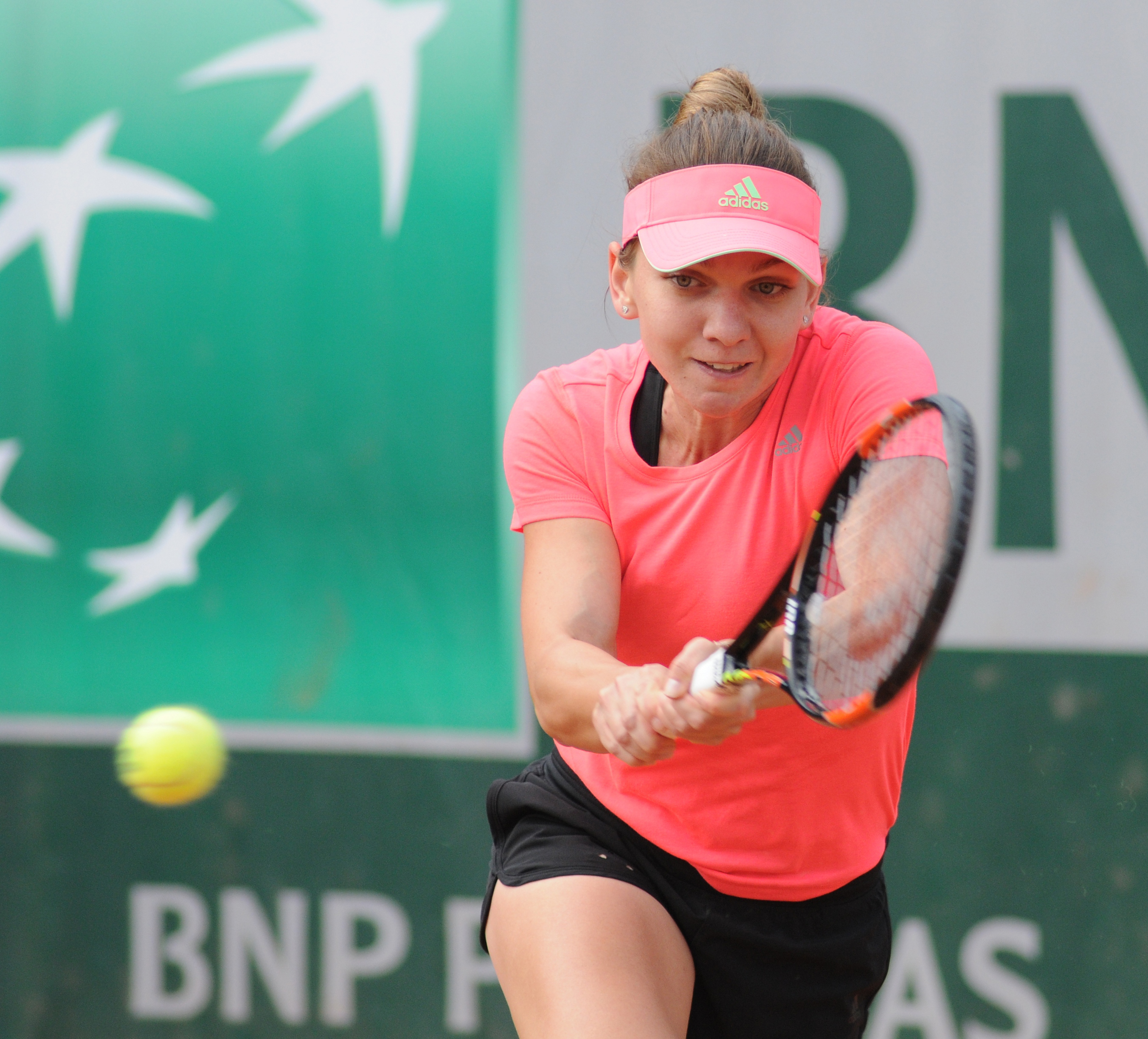
Turneul de tenis de la Roland Garros

În februarie, Halep a câștigat al 10-lea său titlu WTA (și al 2-lea Premier 5) în Dubai, unde a trecut de Makarova în sferturi, apoi de Caroline Wozniacki în semifinale și de Karolína Plíšková în finală. Cu acest titlu, ea a urcat din nou pe locul 3 WTA.
În martie, Halep a câștigat primul său titlu Premier Mandatory la Indian Wells Masters. A trecut în trei seturi de Daria Gavrilova și Varvara Lepcenko, apoi de Karolína Plíšková în două seturi strânse, în optimile de finală. În sferturi, Halep a dispus de Carla Suárez Navarro în trei seturi, iar în semifinale a trecut fără joc, deoarece Serena Williams s-a retras, accidentată. Halep a câștigat în trei seturi finala cu Jelena Jankovic, obținând astfel cel mai mare titlu al carierei sale de până atunci.
La Miami, ea a continuat jocul bun, ajungând în semifinale, unde a pierdut într-un meci strâns cu nr. 1 mondial Serena Williams, care apoi a câștigat turneul.
La Stuttgart, Halep a ajuns iar în semifinale, trecând de Garbiñe Muguruza și Sara Errani, dar a pierdut într-un meci de trei ore cu Caroline Wozniacki. Cu aceasta, ea revenit pe locul 2 mondial.
La Madrid a pierdut în primul tur cu Alizé Cornet, dar apoi la Roma a mers bine, pierzând doar șapte ghemuri în primele trei meciuri, cu Alison Riske, Venus Williams și Alexandra Dulgheru. Dar în semifinale a pierdut cu Carla Suarez Navarro într-un meci lung, de trei seturi. Deoarece Maria Șarapova a ajuns în finală, Halep a coborât iar pe locul 3 mondial. La Roland Garros a fost învinsă surprinzător în turul doi de Mirjana Lučić-Baroni.
În sezonul pe iarbă, Simona a reușit doar să urce până în sferturi de finală la Birmingham, unde a pierdut cu Kristina Mladenovic, iar la Wimbledon a avut surpriza să piardă în primul tur, cu Jana Čepelová, într-un meci în care a fost afectată de bășici la un picior.
Dar în august la Toronto, Halep a revenit la jocul ei bun, câștigând cu Jelena Janković (6-3 6-4), Angelique Kerber (6-3 5-7 6-4) și Agnieszka Radwańska (0-6 6-3 6-1), astfel jucând a cincea sa finală a anului, contra tinerei revelații de 18 ani Belinda Bencic care în semifinale o eliminase pe liderul mondial Serena Williams. După 1-1 la seturi (decise la tie-break), după ce ceruse ajutor medical încă din primul set, Simona s-a retras în setul decisiv la 0-3, din cauze medicale.

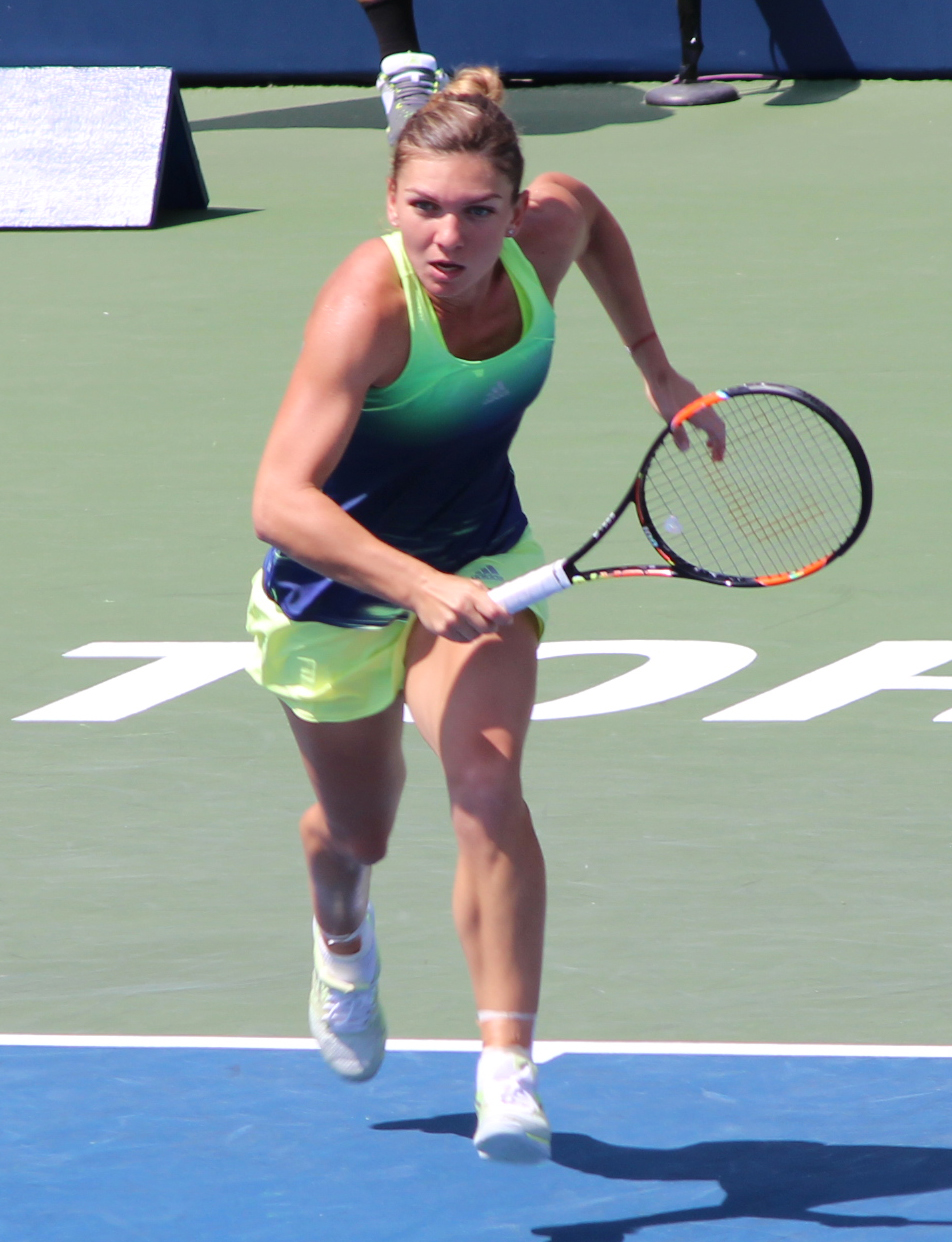
Halep la Toronto Cup 2015

În săptămâna următoare Halep a intrat la Cincinnati direct în turul secund, ca favorita nr.3, și a trecut pentru prima oară de Kristina Mladenovic, în trei seturi, apoi de Andrea Petkovic, tot în trei seturi. În sferturi a trecut în două seturi de Anastasia Pavliucenkova, iar în semifinale a învins-o tot în două seturi pe Jelena Janković. Finala a fost de mare luptă, dar Serena Williams a învins cu 6-3, 7-67-5. Cu aceste două finale consecutive, Simona a urcat din nou pe locul 2 mondial.
La US Open, ca favorita nr.2, Halep a ajuns în semifinale (cea mai bună performanță a ei de până acum la US Open, și cel mai bun rezultat la un mare șlem în 2015) după ce le-a învins în câte două seturi pe Marina Erakovic, Katerina Bondarenko și Shelby Rogers, apoi în trei seturi pe Victoria Azarenka și Sabine Lisicki. În semifinale, a pierdut în două seturi la Flavia Pennetta, care apoi a câștigat titlul. Halep a jucat și în premieră în turneul de dublu mixt, alături de Horia Tecău, și au câștigat două meciuri dar s-au retras înainte de sferturi.
Au urmat participări la trei turnee consecutive în China, dar cu doar trei victorii în șase meciuri și eliminări premature (Guangzhou - sferturi, Wuhan - turul 2, iar la Beijing retragere în primul meci, din cauza unei accidentări).
La Turneul Campioanelor de la Singapore, datorită absenței no.1 mondial Serena Williams, Halep de pe locul 2 a intrat ca primă favorită a turneului. În primul meci din grupă a câștigat repede cu campioana de la US Open Flavia Pennetta 6-0,6-3, dar apoi a pierdut în două seturi cu Maria Șarapova și Agnieszka Radwańska, ratând calificarea mai departe. Cu toate acestea, Halep și-a păstrat locul 2 mondial în clasamentul WTA.

### 2016: Trei titluri WTA

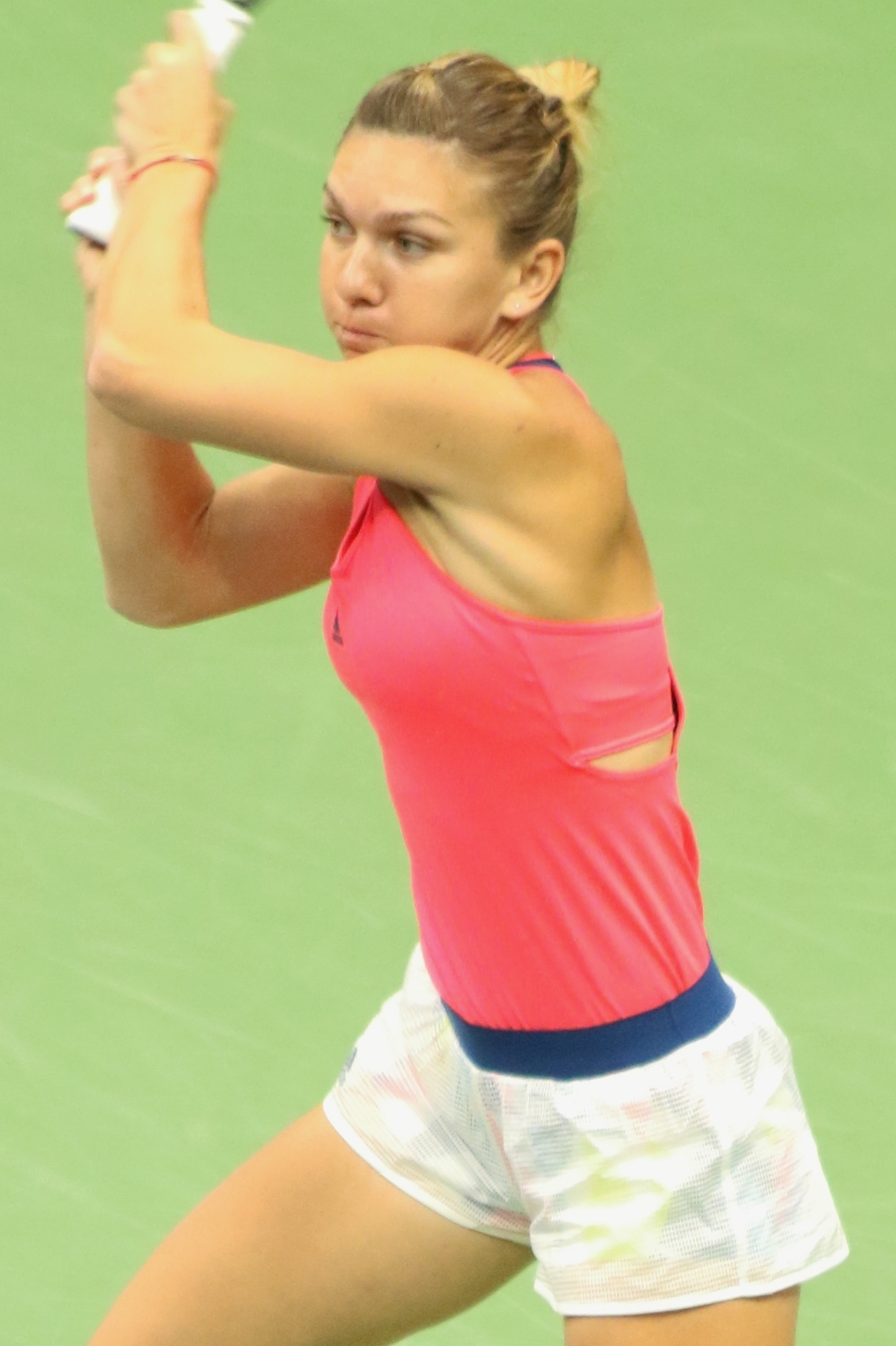
Halep la US Open 2016

După un început de an nu tocmai convingător, cu eliminări în primul tur la Australian Open, Doha și Dubai, Simona Halep reușește performanțe importante și ajunge în fazele superioare precum sferturile de finală la Indian Wells și Miami, din martie 2016, pierdute la Serena Williams și respectiv Timea Bacsinszky.
În mai, câștigă primul titlu din 2016, la Madrid, în finala disputată împotriva Dominikăi Cibulková (6-2, 6-4), urmează optimile de la Roland Garros în condiții nu tocmai bune pentru tenis, anul 2016 fiind cel mai ploios din istoria French Open.
În iunie reușește să se califice în sferturile de finală la Wimbledon, pierzând la câștigătoarea Australian Open 2016, Angelique Kerber, (7-5, 7-6), care ajunge până în finală. În iulie câștigă cel de-al doilea turneu din 2016 la București, iar în ultima săptămână din iulie reușește o performanță extraordinară ajungând pentru al doilea an consecutiv în finala Rogers Cup Canada. După ce în 2015 se retrăsese în setul decisiv la scorul de (3-0) pentru Belinda Bencicc, în 2016 câștigă la Montreal în fața lui Madison Keys (7-6, 6-3), trecându-și astfel în palmares cel de-al treilea titlu din 2016. La Cincinatti a pierdut în semifinale în fața germancei Angelique Kerber, cu scorul de 6-1, 6-4. La US Open a ajuns până în sferturi, învinsă de Serena Williams în trei seturi (6-2, 4-6, 6-3). La Wuhan fost învinsă în semifinale de Petra Kvitová, cu scorul de 6-1, 6-2. La Beijing a fost învinsă de chinezoaica Shuai Zheng în optimi (6-0, 6-3).
La Turneul Campioanelor, a câștigat doar un singur meci, cu Madison Keys, apoi le-a pierdut pe următoarele două, cu Angelique Kerber și Dominika Cibulková, părăsind astfel turneul.

### 2017: Al treilea titlu Premier Mandatory, a doua finală de Mare Șlem - Roland Garros și realizarea  punctajului pentru locul 1 WTA

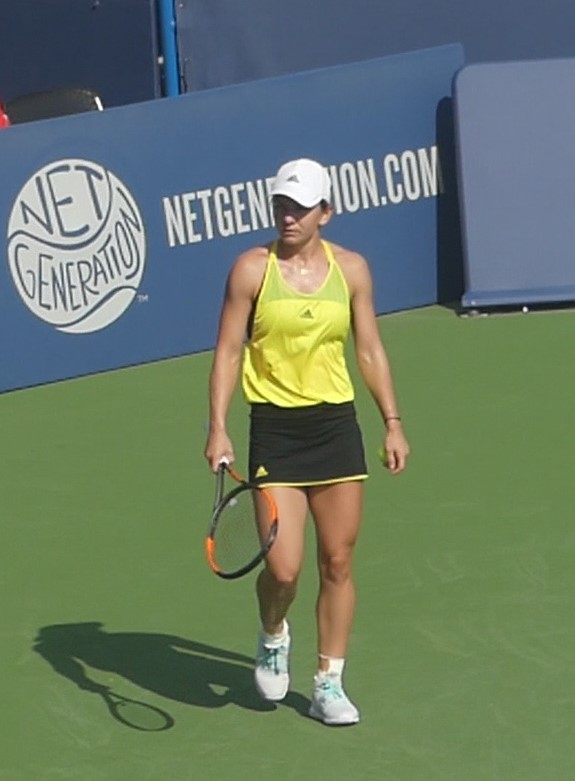
Halep la Cincinnati Masters 2017

Simona Halep, locul 4 WTA, și-a început sezonul la Shenzhen, în China, turneu de categorie WTA Internațional. Halep a început cu o victorie, câștigând cu 6-1, 3-6, 6-3 împotriva lui Jankovic, însă a pierdut în turul doi cu Kateřina Siniaková, scor 3-6, 6-4, 5-7
În următorul turneu, Australian Open, a jucat în turul I cu Shelby Rogers, fiind învinsă cu scorul 3-6, 1-6.
La începutul lui februarie, Simona a jucat la turneul Premier, St. Petersburg Ladies' Trophy, unde a început cu o victorie împotriva croatei Ana Konjuh (39 WTA), scor 6-4, 7-6 (2). Halep  urma să joace, în sferturile de finală, împotriva rusoaicei Natalia Vihlianțeva (19 ani, locul 115 WTA), sportivă venită din calificări, însă a fost nevoită să se retragă din cauza unei accidentări la genunchi.
La Indian Wells ajunge până în turul doi, unde este învinsă de Kristina Mladenovic cu scorul de 6-1, 6-3. La Miami are un parcurs mai bun, dar a pierdut în trei seturi cu Johanna Konta în sferturi. În Germania, la Stuttgart, merge până în semifinale, învinsă de Laura Siegemund cu 4-6, 5-7. La Madrid, s-a impus pentru a doua oară, învingând-o în finală pe Kristina Mladenovic (17 WTA) cu scorul 7-5, 6-7 (7), 6-2. Astfel, devine prima jucătoare care ajunge de trei ori în finala turneului.
La Roma, ajunge în finală, fiind învinsă de Elina Svitolina, în trei seturi 6-4, 5-7, 1-6. Meciul a fost marcat de accidentarea Simonei la glezna dreaptă. La 10 iunie 2017, Simona a disputat a doua ei finală la Roland Garros, fiind învinsă în trei seturi (6-4, 4-6, 3-6) de Jeļena Ostapenko după ce condusese cu 3-0 în setul doi și cu 3-1 în setul trei.
La 7 octombrie 2017, în urma victoriei din semifinala cu Jeļena Ostapenko de la Openul Chinei din Beijing, Simona a devenit noul lider mondial al Clasamentului WTA, fiind prima jucătoare de tenis din România clasată pe locul 1 WTA și devenind a 25-a jucătoare din toate timpurile care a deținut această poziție. A încheiat sezonul 2017 pe locul 1 mondial, poziție reconfirmată și la finalul sezonului 2018.
La Turneul Campioanelor a câștigat în primul meci cu Caroline Garcia, apoi a pierdut la Caroline Wozniacki și la Elina Svitolina, părăsind astfel competiția pentru al treilea an la rând încă din faza grupelor.

### 2018: Primul titlu de Grand Slam și finală la Melbourne

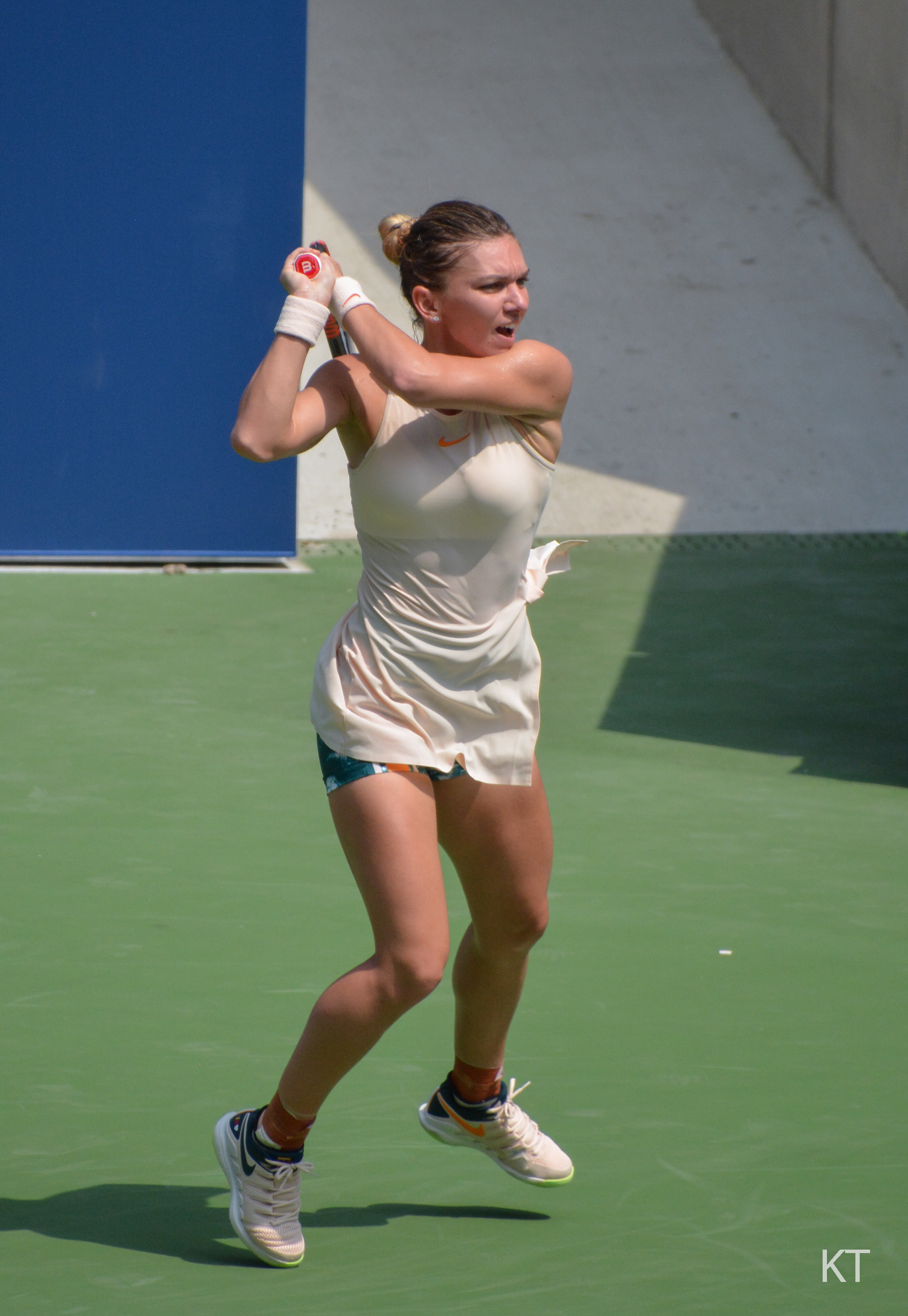
Halep la US Open 2018

Simona începe perfect anul 2018, câștigând turneul de la Shenzhen. În finală, ea a învins-o pe campioana din 2017 Katerina Siniakova în trei seturi: 6-1, 2-6, 6-0. De asemenea, s-a impus și la proba de dublu de la turneul chinez alături de Irina-Camelia Begu, învingând în ultimul act perechea Barbora Krejcikova/Katerina Siniakova, favorite principale. Pentru Simona e primul titlu WTA la dublu, iar pentru Irina al șaptelea.
Halep pierde finala Australian Open, în fața danezei Caroline Wozniacki, într-un meci strâns, de trei seturi: 6–7(2–7), 6–3, 4–6.
În iunie 2018, Simona Halep reușește să câștige prima sa finală de Grand Slam la Roland Garros, învingând-o pe Sloane Stephens, numărul 10 mondial, cu 3-6, 6-4, 6-1, după ce pierduse cele două finale anterior jucate la acest turneu cu Maria Șarapova (în 2014) și Jelena Ostapenko (în 2017).
În august 2018, Simona Halep a câștigat din nou turneul WTA de la Montreal, impunându-se pentru a doua oară consecutiv în fața americancei Sloane Stephens. Tot în august a ajuns în finala turneului de la Cincinnati, unde a pierdut în fața lui Kiki Bertens, deși a avut minge de meci în setul doi.
În septembrie 2018, Simona Halep a ajuns la 47 de săptămâni în fruntea ierarhiei mondiale și ocupă locul 11 într-un clasament all-time, apropiindu-se și mai mult de belarusa Victoria Azarenka, aflată pe 10, cu 51 de săptămâni pe prima poziție a clasamentului WTA.
În acea lună, a fost eliminată însă din primul tur la turneul de la Wuhan, și din cauza unor dureri puternice, și a abandonat în primul tur la Beijing. O investigație cu RMN a relevat faptul că Halep suferă de hernie de disc. Presa a speculat că nu ar fi trebuit să meargă la aceste turnee, dar a făcut-o pentru a obține bonusul de un milion de dolari din partea WTA pentru participarea la toate turneele Premier Mandatory și la patru din cele cinci turnee Premier Five.

### 2019: Câștigarea Wimbledon-ului

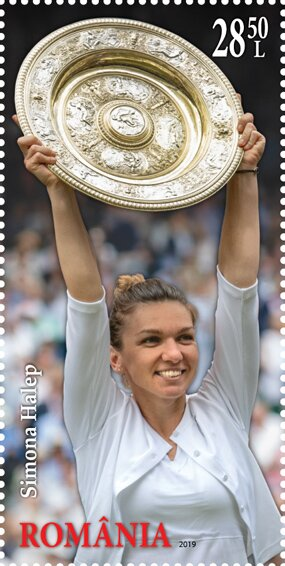
Simona Halep cu trofeul de la Wimbledon pe un timbru

În iulie 2019, Simona Halep a câștigat turneul de la Wimbledon, după victoria din finală cu 6-2, 6-2 în fața fostului număr 1 mondial, Serena Williams. Anterior le învinsese pe Alieksandra Sasnovich, Mihaela Buzărnescu, Victoria Azarenka, Cori Gauff, Shuai Zhang și Elina Svitolina, pierzând doar un singur set în toate cel șapte meciuri, și acela în jocul cu cealaltă româncă cu care a jucat, Mihaela Buzărnescu. În afară de finala de la Wimbledon, pe care a câștigat-o, ea a mai jucat două alte finale, la Qatar și Madrid, pe care însă le-a pierdut. Ea s-a calificat pentru al șaselea an la rând la Turneul Campioanelor, unde a învins-o pe Bianca Andreescu, dar a pierdut în fața Elinei Svitolina și Karolinei Pliskova. A încheiat anul pe locul 4.

### 2020 - 2021: Trei titluri WTA, accidentare, ieșire din top 10
Halep a început anul 2020 la noul turneu de la Adelaide, unde a învins-o pe Ajla Tomljanovic, dar a pierdut în sferturile de finală împotriva Arynei Sabalenka. La Australian Open 2020, Halep a ajuns în semifinale, unde a pierdut în fața lui Garbine Muguruza, după ce le-a învins pe Jennifer Brady, Harriet Dart, Iulia Putințeva, Elise Mertens, și Anett Kontaveit.
Halep a câștigat cel de-al 20-lea titlu WTA  la Dubai, învingându-le pe Ons Jabeur, Arina Sabalenka și Jennifer Brady, înainte de a o învinge pe Elena Rîbakina în tiebreak în finală. În august, ea a câștigat cel de-al 21-lea titlu WTA, la Praga, unde a învins-o pe Elise Mertens în finală. În septembrie, a urmat cel de-al 22-lea titlu WTA, când a învins-o pe Karolína Plíšková la Roma.
La Roland Garros, Halep a fost favorita principală și a câștigat primele trei meciuri fără a pierde niciun set, dar a pierdut în fața Igăi Świątek în runda a patra. Drept urmare, a ratat recâștigarea primului loc în clasament.
Halep a început 2021 la Gippsland, unde a fost învinsă în sferturi de Ekaterina Aleksandrova. La Australian Open, ea a ajuns în sferturile de finală, unde a pierdut în fața Serenei Williams. Halep a câștigat un meci la Miami Open împotriva Carolinei Garcia, dar apoi s-a retras din cauza unei accidentări la umărul drept. În aprilie, la Porsche Tennis Grand Prix, ea le-a învins pe Markéta Vondroušová și Ekaterina Aleksandrova, dar a pierdut în semifinale cu Arina Sabalenka. În același an ea a pierdut în fața lui Elise Mertens în turul al treilea de la Openul din Madrid.
Halep s-a retras din primul meci de la Italian Open împotriva lui Angelique Kerber, după ce a suferit o ruptură musculară la gamba stângă. Accidentarea la gambă a scos-o din calcule pentru Openul Francez și Wimbledon din acel an. Ca urmare a faptului că nu și-a apărat punctele din 2019 la Wimbledon, a scăzut în clasament pe locul 13, ieșind din Top 10 - pentru prima dată din ianuarie 2014. A pus astfel capăt unei serii de 373 de săptămâni consecutive pe care Halep le-a petrecut în Top 10; serie care la acel moment era a opta cea mai lungă ședere în Top 10 din istoria WTA .
Revenind după accidentare, Halep a intrat la Openul Canadian dar a fost înfrântă de Danielle Collins în trei seturi. Prima ei victorie după accidentare a fost la Western & Southern Open în 2021, în primul tur, împotriva Magdei Linette. Cu toate acestea, ea s-a retras din meciul următor din cauza unei accidentări la mușchiul aductor drept. Făcându-și întoarcerea la un Grand Slam, ea a învins-o pe Camila Giorgi în primul tur al US Open. Le-a învins apoi pe Kristína Kučová și pe Elena Rîbakina pentru a ajunge în optimile de finală pentru a patra oară în carieră, dar Elina Svitolina a împiedicat-o să ajungă în sferturi. Halep a terminat sezonul 2021 pe locul 20; anterior, ea terminase fiecare an începând cu 2014 în Top 5. Acesta a fost primul sezon din 2012 în care Halep nu a câștigat niciun titlu WTA la simplu.

### 2022: Două titluri WTA, înapoi în top 10

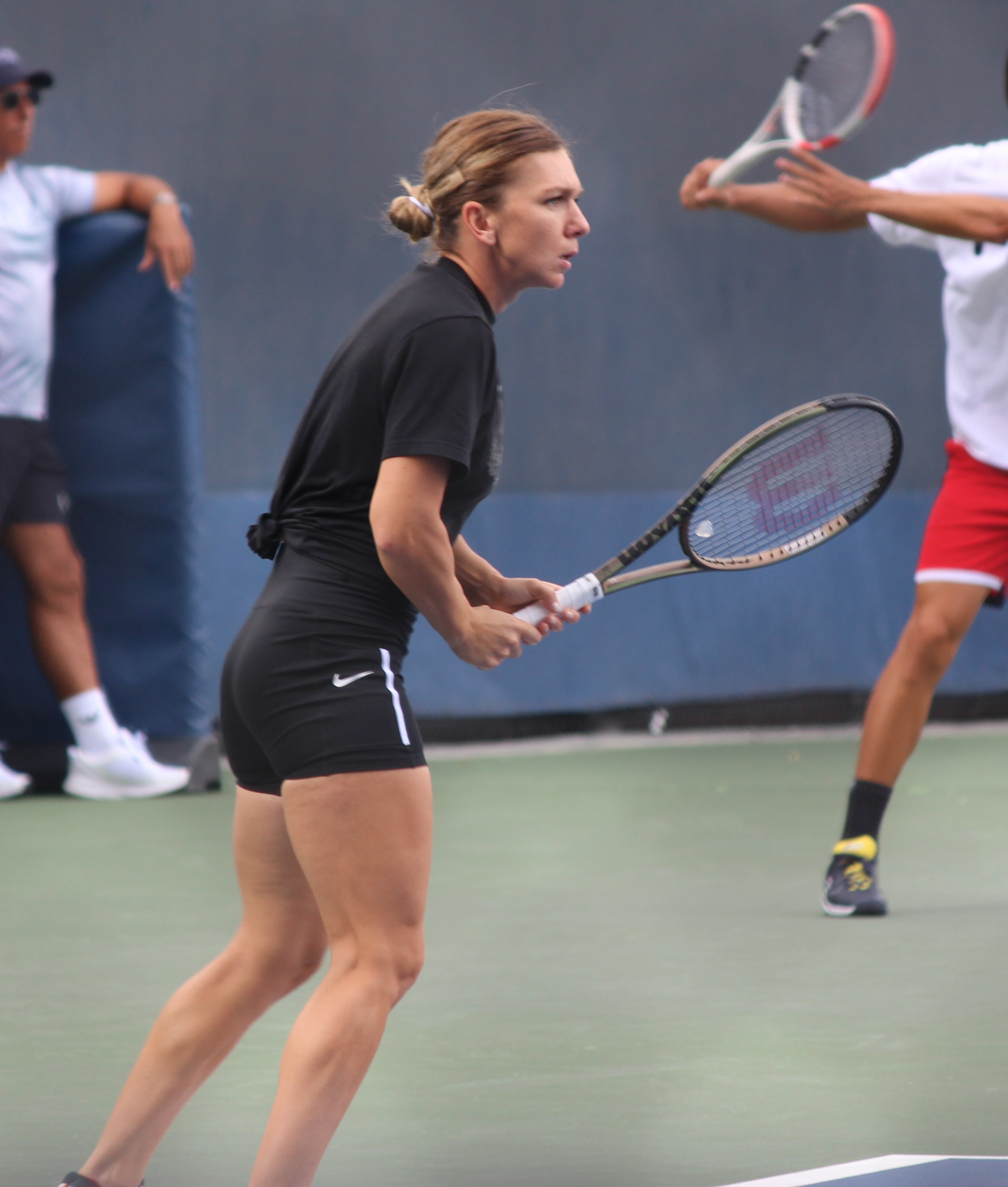
Halep la US Open 2022

Sezonul a început din nou în Australia. Halep a câștigat al 23-lea titlu și primul în mai mult de un an, la Melbourne Summer Set 1 2022, învingând-o pe Veronika Kudermetova în finală. La Australian Open, le-a învins pe Magdalena Fręch, Beatriz Haddad Maia și Danka Kovinić, toate în seturi consecutive, dar a pierdut în turul al patrulea în trei seturi, învinsă de Alizé Cornet. În februarie, Halep a ajuns în semifinalele Dubai Open, pierzând în fața Jelenei Ostapenko, iar apoi Carolina Garcia a învins-o în primul tur al Qatar Open. În martie, ea a pierdut în semifinalele Indian Wells Open în fața Igăi Świątek. Halep a anunțat apoi că Patrick Mouratoglou îi devine antrenor cu normă întreagă.
Următorul eveniment al lui Halep a fost Madrid Open, unde a pierdut în sferturile de finală cu Ons Jabeur. În mai, la Italian Open, ea a învins-o pe Alizé Cornet în primul tur, dar a pierdut în turul al doilea în fața lui Danielle Collins. La French Open, Halep a pierdut în turul doi în fața adolescentei Zheng Qinwen. După ce a câștigat primul set, Halep a suferit un atac de panică și nu s-a putut concentra pe meci.
Halep a ajuns în semifinale la Birmingham Classic, unde a pierdut în trei seturi în fața lui Haddad Maia, iar în iunie la Bad Homburg Open, a fost forțată să se retragă înainte de semifinale din cauza unei accidentări la gât. La Wimbledon, Halep a ajuns în semifinale fără să piardă vreun set, învingându-le pe Karolína Muchová, Kirsten Flipkens, Magdalena Fręch, Paula Badosa și pe Amanda Anisimova, dar a pierdut în semifinale în fața Elenei Rîbakina, cea care avea să câștige turneul.
La Canadian Open, Halep a ajuns în semifinale învingând-o pe Coco Gauff în seturi consecutive. Apoi a bifat a 29-a semifinală din carieră la un eveniment WTA 1000, cel mai mare număr de semifinale din toate timpurile, mai multe decât Serena Williams (26), Agnieszka Radwańska (23), Victoria Azarenka (22) și Maria Șarapova (22). A învins-o pe Jessica Pegula și ajunge în finală pentru a patra oară la acest turneu și pentru primă oară într-o finală WTA 1000 în ultimii doi ani, devenind jucătoarea cu cele mai multe finale WTA 1000 din 2009 (18), la egalitate cu Serena Williams. Halep a câștigat al 24-lea titlu și al treilea la același turneu pentru prima dată în carieră învingând-o pe Beatriz Haddad Maia. Drept urmare, ea a revenit în Top 10 în clasamentul mondial, urcând pe locul 6 și a fost liderul cu cele mai multe victorii la nivel WTA 1000 vreodată, cu un total de 185.
La Masters de la Cincinnati, după ce a învins-o pe Anastasia Potapova în primul tur, Halep s-a retras din meciul din turul doi împotriva Veronikăi Kudermetova din cauza unei accidentări la coapsă. La US Open 2022, Halep a fost pierdut în fața Dariei Snigur în primul tur. După US Open, ea a anunțat că nu va juca tot restul anului după ce a suferit o intervenție chirurgicală la nas.

### 2022 - 2024: Acuzații de dopaj, suspendare și recurs câștigat
În octombrie 2022, a fost anunțat că Halep a fost testată pozitiv pentru substanța interzisă roxadustat la US Open din 2022. Ulterior s-a anunțat că au fost găsite anomalii în pașaportul biologic al lui Halep, iar acestea vor fi luate în considerare la tribunal. La 12 septembrie 2023, suspendarea lui Halep a fost menținută și s-a anunțat că Halep va primi o interdicție de patru ani de a juca tenis, ceea ce înseamna că urma să fie eligibilă pentru a reveni la competiție pe 7 octombrie 2026. Autoritatea Internațională de Integritate a Tenisului (ITIA) a publicat un raport detaliat de 126 de pagini cu privire la investigația legată de cazul de dopaj a lui Halep și de inconsecvențele din pașaportul ei biologic. De asemenea, ITIA a cerut descalificarea rezultatelor lui Halep din 8 martie 2022, când a fost recoltată Proba de sânge 44, până la 7 octombrie 2022, demararea suspendării provizorii a lui Halep. Asociația jucătorilor profesioniști de tenis a continuat să o apere pe Halep și a numit gestionarea situației lui Halep o „rușine”, în timp ce directorul laboratorului de toxicologie de la CHU de Garches (și expert judiciar al Curții Supreme din Franța) a spus „noi condamnăm o femeie nevinovată. Facem o greșeală.”  Halep a făcut apel în februarie 2024.  Pe 5 martie 2024 ea a câștigat contestația și poate concura din nou în tenis profesionist activ, după ce Tribunalul de Arbitraj Sportiv i-a redus suspendarea de la 4 ani la 9 luni.
După 568 de zile de la precedentul meci disputat în circuit, Halep a jucat din nou într-un turneu WTA, la Miami Open unde a înfruntat-o în primul tur pe spaniola Paula Badosa. Halep a câștigat primul set cu 6-1, după 38 de minute de joc, dar a cedat următoarele două manșe, scor 4-6, 3-6.

## Echipament
Sponsorii de echipament competițional ai Simonei Halep au fost Lacoste și Adidas.
Din februarie 2018 este sponsorizată de Nike, Inc..

## Antrenori și echipa
Simona Halep a fost antrenată de la o vârstă fragedă de Ioan Stan, un antrenor de tenis din Constanța. Halep a mai fost antrenată și de Firicel Tomai, Andrei Mlendea și Adrian Marcu. Din ianuarie 2014 până la finele anului, ea a fost antrenată de către Wim Fissette, fostul antrenor al lui Kim Clijsters și al lui Sabine Lisicki. De la sfârșitul anului 2014 Simona Halep a fost antrenată de Victor Ioniță, fostul antrenor al Soranei Cîrstea. Simona Halep a fost antrenată de Darren Cahill, începând, oficial, din ianuarie 2016. În 2019, ea l-a avut ca antrenor pe Daniel Dobre, deoarece Darren Cahill a ales ca după cei 4 ani (2015-2018) în care a ajutat-o pe Simona Halep din toate punctele de vedere, să se retragă din cariera de antrenor profesionist pentru un an, dorind să își petreacă timpul alături de familie. În toamna anului 2019, ea a anunțat revenirea lui Darren Cahill ca antrenor, și cei doi au început să lucreze împreună la Turneul Campioanelor din 2019.  Teo Cercel a fost preparatorul ei fizic, cei doi lucrând împreună încă din perioada când ea era la juniorat.
În 7 aprilie 2022 Simona Halep a anunțat că va fi antrenată de Patrick Mouratoglou⁠(en)[traduceți]. După suspendarea de dopaj din octombrie 2022, Halep a oprit colaborarea cu Mouratoglou.
La primul meci după revenire, la Miami, în martie 2024, Halep nu a avut un antrenor alături, fiind însoțită de sparring-partnerul Joao Monteiro și de fizioterapeutul Sabin Topală. Însă după meciul pierdut în fața spaniolei Paula Badosa, Halep a anunțat că a ajuns la un acord cu antrenorul catalan Carlos Martinez pentru o perioadă de probă, pentru ca apoi relația să se prelungească pe termen lung, dacă va exista chimie între ei.

## Finale turnee de Grand Slam

### Simplu: 5 (2–3)
| Rezultat  | An   | Turneu          | Suprafață      | Oponent            | Scor               |
| --------- | ---- | --------------- | -------------- | ------------------ | ------------------ |
| Finalistă | 2014 | French Open     | Zgură          | Maria Șarapova     | 4–6, 7–6(7–5), 4–6 |
| Finalistă | 2017 | French Open     | Zgură          | Jeļena Ostapenko   | 6–4, 4–6, 3–6      |
| Finalistă | 2018 | Australian Open | Suprafață dură | Caroline Wozniacki | 6–7(2–7), 6–3, 4–6 |
| Campioană | 2018 | French Open     | Zgură          | Sloane Stephens    | 3–6, 6–4, 6–1      |
| Campioană | 2019 | Wimbledon       | Iarbă          | Serena Williams    | 6–2, 6–2           |

## Finale WTA

### WTA Simplu: 42 (24-18)
| Legendă                                                   |
| --------------------------------------------------------- |
| Grand Slam (2–3)                                          |
| Turneul Campioanelor (1–1)                                |
| Tier I / Premier obligatoriu & Premier 5 / WTA 1000 (9–9) |
| Tier II / Premier / WTA 500 (2–2)                         |
| Tier III, IV & V / Internațional / WTA 250 (9–3)          |

| Finale pe suprafețe   |
| --------------------- |
| Suprafață dură (13–9) |
| Iarbă (2–0)           |
| Zgură (9–9)           |
| Carpetă (0–0)         |

| Rezultat     | Nr. | Data               | Turneu                                       | Suprafața             | Oponent              | Scor               |
| ------------ | --- | ------------------ | -------------------------------------------- | --------------------- | -------------------- | ------------------ |
| Finalistă    | 1.  | 1 mai 2010         | Marrakech Grand Prix, Fes, Maroc             | Zgură                 | Iveta Benešová       | 4–6, 2–6           |
| Finalistă    | 2.  | 24 aprilie 2011    | Marrakech Grand Prix, Fes, Maroc             | Zgură                 | Alberta Brianti      | 4–6, 3–6           |
| Finalistă    | 3.  | 27 mai 2012        | Brussels Open, Bruxelles, Belgia             | Zgură                 | Agnieszka Radwańska  | 5–7, 0–6           |
| Câștigătoare | 4.  | 15 iunie 2013      | Nuremberg Cup, Nürnberg, Germania            | Zgură                 | Andrea Petkovic      | 6–3, 6–3           |
| Câștigătoare | 5.  | 22 iunie 2013      | Rosmalen Grass Court Championships, Olanda   | Iarbă                 | Kirsten Flipkens     | 6–4, 6–2           |
| Câștigătoare | 6.  | 14 iulie 2013      | Budapest Grand Prix, Budapesta, Ungaria      | Zgură                 | Yvonne Meusburger    | 6–3, 6–7(7–9), 6–1 |
| Câștigătoare | 7.  | 24 august 2013     | Connecticut Open, Connecticut, SUA           | Suprafață dură        | Petra Kvitová        | 6–2, 6–2           |
| Câștigătoare | 8.  | 20 octombrie 2013  | Kremlin Cup, Moscova, Rusia                  | Suprafață dură (sală) | Samantha Stosur      | 7–6(7–1), 6–2      |
| Câștigătoare | 9.  | 3 noiembrie 2013   | Turneul Campioanelor, Sofia, Bulgaria        | Suprafață dură (sală) | Samantha Stosur      | 2–6, 6–2, 6–2      |
| Câștigătoare | 10. | 16 februarie 2014  | Qatar Open, Doha, Qatar                      | Suprafață dură        | Angelique Kerber     | 6–2, 6–3           |
| Finalistă    | 11. | 11 mai 2014        | Madrid Open, Madrid, Spania                  | Zgură                 | Maria Șarapova       | 6–1, 2–6, 3–6      |
| Finalistă    | 12. | 7 iunie 2014       | French Open, Paris, Franța                   | Zgură                 | Maria Șarapova       | 4–6, 7–6(7–5), 4–6 |
| Câștigătoare | 13. | 13 iulie 2014      | Bucharest Open, București, România           | Zgură                 | Roberta Vinci        | 6–1, 6–3           |
| Finalistă    | 14. | 26 octombrie 2014  | Turneul Campioanelor, Singapore, Singapore   | Suprafață dură (sală) | Serena Williams      | 3–6, 0–6           |
| Câștigătoare | 15. | 10 ianuarie 2015   | Shenzhen Open, Shenzhen, China               | Suprafață dură        | Timea Bacsinszky     | 6–2, 6–2           |
| Câștigătoare | 16. | 21 februarie 2015  | Dubai Tennis Championships, Dubai, EAU       | Suprafață dură        | Karolína Plíšková    | 6–4, 7–6(7–4)      |
| Câștigătoare | 17. | 22 martie 2015     | Indian Wells Open, California, SUA           | Suprafață dură        | Jelena Janković      | 2–6, 7–5, 6–4      |
| Finalistă    | 18. | 16 august 2015     | Rogers Cup, Toronto, Canada                  | Suprafață dură        | Belinda Bencic       | 6-7, 7-6, 0-3 ret. |
| Finalistă    | 19. | 23 august 2015     | Cincinnati Masters, Cincinnati, SUA          | Suprafață dură        | Serena Williams      | 3-6, 6-7(5-7)      |
| Câștigătoare | 20. | 7 mai 2016         | Madrid Open, Madrid, Spania                  | Zgură                 | Dominika Cibulková   | 6-2, 6-4           |
| Câștigătoare | 21. | 17 iulie 2016      | Bucharest Open, București, România           | Zgură                 | Anastasija Sevastova | 6-0, 6-0           |
| Câștigătoare | 22. | 31 iulie 2016      | Rogers Cup, Montreal, Canada                 | Suprafață dură        | Madison Keys         | 7-62, 6-3          |
| Câștigătoare | 23. | 13 mai 2017        | Madrid Open, Madrid, Spania                  | Zgură                 | Kristina Mladenovic  | 7–5, 6–7(5–7), 6–2 |
| Finalistă    | 24. | 21 mai 2017        | Italian Open, Roma, Italia                   | Zgură                 | Elina Svitolina      | 6–4, 5–7, 1–6      |
| Finalistă    | 25. | 10 iunie 2017      | French Open, Paris, Franța                   | Zgură                 | Jeļena Ostapenko     | 6–4, 4–6, 3–6      |
| Finalistă    | 26. | 20 august 2017     | Cincinnati Masters, Cincinnati, SUA          | Suprafață dură        | Garbiñe Muguruza     | 1-6, 0-6           |
| Finalistă    | 27. | 23 octombrie 2017  | China Open, Beijing, China                   | Suprafață dură        | Caroline Garcia      | 4–6, 6–7(3–7)      |
| Câștigătoare | 28. | 6 ianuarie 2018    | Shenzhen Open, Shenzhen, China               | Suprafață dură        | Kateřina Siniaková   | 6–1, 2–6, 6–0      |
| Finalistă    | 29. | 27 ianuarie 2018   | Australian Open, Melbourne, Australia        | Suprafață dură        | Caroline Wozniacki   | 6–7(2–7), 6–3, 4–6 |
| Finalistă    | 30. | 20 mai 2018        | Italian Open, Roma, Italia                   | Zgură                 | Elina Svitolina      | 0–6, 4-6           |
| Câștigătoare | 31. | 9 iunie 2018       | French Open, Paris, Franța                   | Zgură                 | Sloane Stephens      | 3–6, 6–4, 6–1      |
| Castigatoare | 32. | 12 august 2018     | Rogers Cup, Montreal, Canada                 | Suprafață dură        | Sloane Stephens      | 7-62,3-6, 6-4      |
| Finalista    | 33. | 19 august 2018     | Cincinnati Masters, Cincinnati, SUA          | Suprafață dură        | Kiki Bertens         | 6-2, 6-7, 2-6      |
| Finalistă    | 34. | 16 februarie 2019  | Qatar Total Open, Doha, Qatar                | Suprafață dură        | Elise Mertens        | 6-3, 4-6, 3-6      |
| Finalistă    | 35. | 11 mai 2019        | Madrid Open, Madrid, Spania                  | Zgură                 | Kiki Bertens         | 4-6, 4-6           |
| Câștigătoare | 36. | 13 iulie 2019      | Wimbledon, Londra, Marea Britanie            | Iarbă                 | Serena Williams      | 6-2, 6-2           |
| Câștigătoare | 37. | 22 februarie 2020  | Dubai Tennis Championships, Dubai, EAU       | Suprafață dură        | Elena Rybakina       | 3-6, 6-3, 7–6(7–5) |
| Câștigătoare | 38. | 16 august 2020     | Prague Open, Praga, Cehia                    | Zgură                 | Elise Mertens        | 6-2, 7-5           |
| Câștigătoare | 39. | 21 septembrie 2020 | Italian Open, Roma, Italia                   | Zgură                 | Karolína Plíšková    | 6-0, 2-1 ret.      |
| Finalistă    | 40. | 31 octombrie 2021  | Transylvania Open, Cluj-Napoca, România      | Suprafață dură (sală) | Anett Kontaveit      | 2–6, 3–6           |
| Câștigătoare | 41. | 9 ianuarie 2022    | Melbourne Summer Set 1, Melbourne, Australia | Suprafață dură        | Veronika Kudermetova | 6–2, 6–3           |
| Câștigătoare | 42. | 14 august 2022     | Rogers Cup, Toronto, Canada                  | Suprafață dură        | Beatriz Haddad Maia  | 6–3, 2–6, 6–3      |

### WTA Dublu: 2 (1-1)
| Legendă                                                   |
| --------------------------------------------------------- |
| Grand Slam (0–0)                                          |
| Turneul Campioanelor (0–0)                                |
| Tier I / Premier obligatoriu & Premier 5 / WTA 1000 (0–1) |
| Tier II / Premier / WTA 500 (0–0)                         |
| Tier III / IV / Internațional / WTA 250 (1-0)             |

| Finale pe suprafețe  |
| -------------------- |
| Suprafață dură (1–1) |
| Iarbă (0–0)          |
| Zgură (0–0)          |
| Carpetă (0–0)        |

| Rezultat     | Nr. | Data            | Turneu                       | Suprafața      | Partener           | Oponent                               | Scor           |
| ------------ | --- | --------------- | ---------------------------- | -------------- | ------------------ | ------------------------------------- | -------------- |
| Finalistă    | 1.  | 31 iulie 2016   | Rogers Cup, Montréal, Canada | Suprafață dură | Monica Niculescu   | Elena Vesnina Ekaterina Makarova      | 3–6, 6–7(5–7)  |
| Câștigătoare | 2.  | 6 ianuarie 2018 | Shenzen Open, Shenzen, China | Suprafață dură | Irina-Camelia Begu | Katerina Siniakova Barbora Krejcikova | 1-6, 6-1, 10-8 |

### Rezultate la turneele de Grand Slam (proba de simplu)
| Turneu                | 2009 | 2010 | 2011 | 2012 | 2013 | 2014 | 2015 | 2016 | 2017 | 2018 | 2019 | 2020 | 2021 | 2022 | 2023 | 2024 | SR                | W–L               | Win %             |
| --------------------- | ---- | ---- | ---- | ---- | ---- | ---- | ---- | ---- | ---- | ---- | ---- | ---- | ---- | ---- | ---- | ---- | ----------------- | ----------------- | ----------------- |
| Turnee de Grand Slam  |      |      |      |      |      |      |      |      |      |      |      |      |      |      |      |      |                   |                   |                   |
| Australian Open       | A    | Q1   | 3R   | 1R   | 1R   | QF   | QF   | 1R   | 1R   | F    | 4R   | SF   | QF   | 4R   | A    | A    | 0 / 12            | 31–12             | 78%               |
| French Open           | Q2   | 1R   | 2R   | 1R   | 1R   | F    | 2R   | 4R   | F    | W    | QF   | 4R   | A    | 2R   | A    |      | 1 / 12            | 32–11             | 74%               |
| Wimbledon             | A    | Q2   | 2R   | 1R   | 2R   | SF   | 1R   | QF   | QF   | 3R   | W    | NH   | A    | SF   | A    |      | 1 / 10            | 29–9              | 76%               |
| US Open               | A    | 1R   | 2R   | 2R   | 4R   | 3R   | SF   | QF   | 1R   | 1R   | 2R   | A    | 4R   | 1R   | A    |      | 0 / 12            | 20–12             | 63%               |
| Win–Loss              | 0–0  | 0–2  | 5–4  | 1–4  | 4–4  | 17–4 | 10–4 | 11–4 | 10–4 | 15–3 | 15–3 | 8–2  | 7–2  | 9–4  | –    |      | 2 / 46            | 112–44            | 72%               |
| Statistici în carieră |      |      |      |      |      |      |      |      |      |      |      |      |      |      |      |      |                   |                   |                   |
| Titluri               | 0    | 0    | 0    | 0    | 6    | 2    | 3    | 3    | 1    | 3    | 1    | 3    | 0    | 2    | –    | 0    | Total carieră: 24 | Total carieră: 24 | Total carieră: 24 |
| Finale                | 0    | 1    | 1    | 1    | 6    | 5    | 5    | 3    | 5    | 6    | 3    | 3    | 1    | 2    | –    | 0    | Total carieră: 42 | Total carieră: 42 | Total carieră: 42 |
| Year-end ranking      | 210  | 81   | 53   | 47   | 11   | 3    | 2    | 4    | 1    | 1    | 4    | 2    | 20   | 10   | –    |      | $40,107,097       | $40,107,097       | $40,107,097       |

### Rezultate la turneele de Grand Slam (proba de dublu)
| Turneu               | 2011 | 2012 | 2013 | 2014 | 2015 | SR     | W–L  | Win %  |
| -------------------- | ---- | ---- | ---- | ---- | ---- | ------ | ---- | ------ |
| Turnee de Grand Slam |      |      |      |      |      |        |      |        |
| Australian Open      | 1R   | 1R   | 1R   | 1R   | A    | 0 / 4  | 0–4  | 0%     |
| French Open          | 1R   | 2R   | 1R   | A    | A    | 0 / 3  | 1–2  | 33.33% |
| Wimbledon            | 1R   | 1R   | 1R   | A    | 1R   | 0 / 4  | 0–4  | 0%     |
| US Open              | 2R   | 1R   | 1R   | A    | A    | 0 / 3  | 1–3  | 25%    |
| Win–Loss             | 1–4  | 1–3  | 0–4  | 0–1  | 0–1  | 0 / 14 | 2–13 | 13.33% |

### Rezultate la turneele de Grand Slam (proba de dublu mixt)
| Australian Open | A   | 0 / 0 | 0–0 | 0%    |     |      |
| French Open     | A   | 0 / 0 | 0–0 | 0%    |     |      |
| Wimbledon       | A   | 0 / 0 | 0–0 | 0%    |     |      |
| US Open         | QF  | 0 / 1 | 2–0 | 100%  |     |      |
| Win–Loss        | 2–0 | 0–0   |     | 0 / 1 | 2–0 | 100% |

## Onoruri

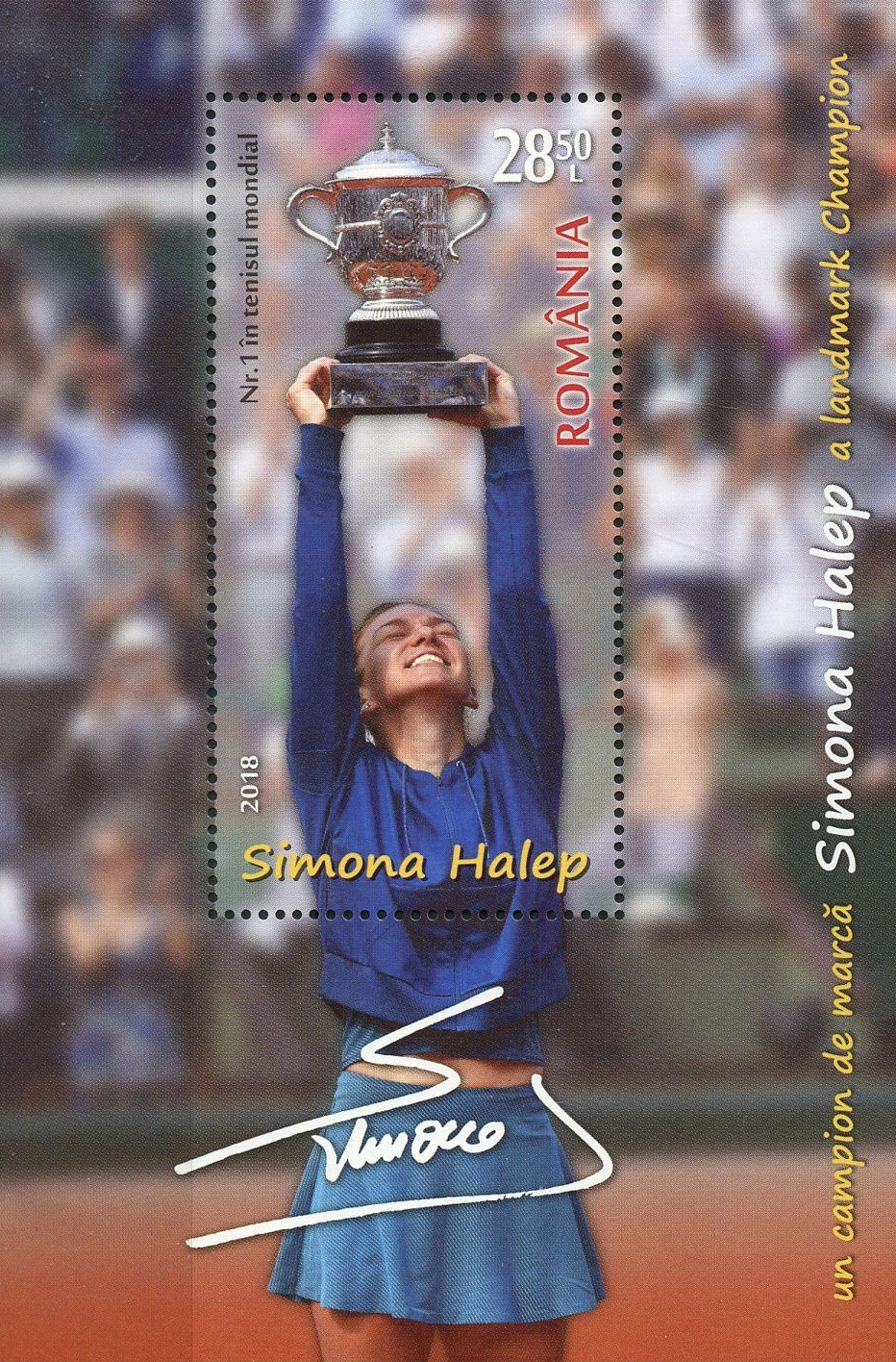
Timbru dedicat Simonei Halep în 2018

- În februarie 2014 a primit titlul de Cetățean de onoare al orașului Bușteni,[118] iar în martie 2014 pe cel de Cetățean de onoare al județului Constanța.[119] În iunie 2018 a primit cheile orașului si titlu de Cetățean de onoare al orașului București.
- La 26 iulie 2019, serviciile poștale ale României au pus în circulație un set de două colițe, una dantelată și alta nedantelată, pentru a onora victoria Simonei Halep la Turneul de tenis de la Wimbledon, din iulie 2019.[120]
- La 30 iulie 2019 a fost decorată cu Ordinul național „Steaua României” în grad de cavaler.[121]

## Venituri
De la începutul anului 2018, este sponzorizată de Nike. La 23 iulie 2014, Simona Halep a primit cel mai important contract de sponsorizare încheiat pe piața românească dintre un sportiv și o companie, fiind sponsorizată de firma Dedeman cu 500.000 de euro.
În urma parcursului bun avut în ultimii ani la diversele turnee la care a participat, Simona Halep a acumulat din premii suma de peste 36.000.000 dolari americani.